# Scheloribates bhutanensis
Scheloribates bhutanensis är en kvalsterart som beskrevs av Pranabes Sanyal 1988. Scheloribates bhutanensis ingår i släktet Scheloribates och familjen Scheloribatidae. Inga underarter finns listade i Catalogue of Life.